# Ushguli
Ushguli o Ushkuli (georgiano: უშგული) es una comunidad de pueblos ubicados en la cabecera de la quebrada Enguri en la Alta Svanetia, Georgia. Situado a algo más de 2000 metros sobre el nivel del mar está considerado como el asentamiento humano más elevado de Europa. Ushguli consta de 5 pueblos: 
- Zhibiani (georgiano: ჟიბიანი), a 2100 m sobre el nivel del mar;
- Chvibiani o Chubiani (georgiano: ჩვიბიანი);
- Chazhashi o Chajashi (georgiano: ჩაჟაში);
- Murqmeli (georgiano: მურყმელი);
- Lamjurishi (georgiano: ლამჯურიში).

Los pueblos de Ushguli contienen edificios que la Unesco clasificó como Patrimonio de la Humanidad en 1996.
La altitud entre los poblados varía entre los 2086 y los 2200 metros, por lo que se considera a Ushguli como el pueblo habitado ubicado a mayor altitud sobre el nivel del mar en toda Europa.
Se encuentra a los pies de Shkhara, una de las cumbres más altas del Cáucaso. Cerca de 70 familias (unas 200 personas) viven en la zona, lo suficiente para mantener una pequeña escuela. La zona está cubierta de nieve durante 6 meses del año, y muchas veces el camino es intransitable.
Típicas torres de protección de Svanetia se encuentran por todo el pueblo. La Iglesia de la Madre de Dios de Ushguli, situada en una colina cerca del pueblo, se remonta al siglo XII.
Torres similares también se encuentran en las regiones caucásicas de Daguestán, Chechenia e Ingushetia.
El director Mikhail Kalatozov filmó en Ushguli un documental llamado Sal para Svanetia.